# وندنبرگ (کالیفرنیا)
روستای وندنبرگ، کالیفرنیا (به انگلیسی: Vandenberg Village, California) یک مکان مختص سرشماری در ایالات متحده آمریکا است که در شهرستان سانتا باربارا، کالیفرنیا واقع شده‌است.

## خصوصیات
روستا ی وندنبرگ ۱۳٫۵۹۰ کیلومترمربع مساحت و ۶٬۴۹۷ نفر جمعیت دارد و ۱۱۴ متر بالاتر از سطح دریا واقع شده‌است.